# Johann Schelle
Johann Schelle (getauft 6. September 1648 in Geising (Erzgebirge); † 10. März 1701 in Leipzig) war ein deutscher Komponist des Barocks.

## Leben

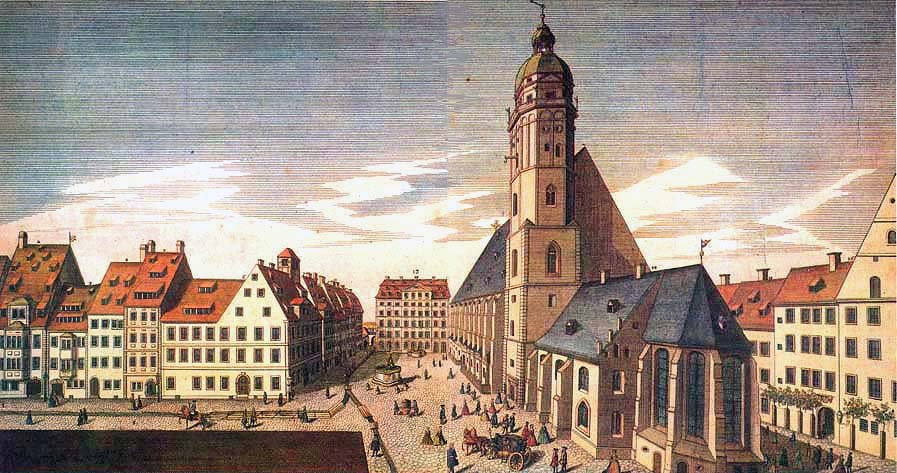
Thomaskirche und Thomasschule zu Leipzig, Stich 1735

Johann Schelle, Sohn des Kantors und Rektors Jonas Schelle, wurde bereits im Alter von sieben Jahren Diskantist der Sächsischen Hofkapelle zu Dresden unter Heinrich Schütz. Auf dessen Empfehlung wurde Schelle 1657 als Chorsänger in die Herzogliche Kapelle in Wolfenbüttel aufgenommen, für die Schütz als Kapellmeister tätig war.
Von 1665 bis 1667 war Schelle Sänger beim Thomanerchor an der Thomasschule zu Leipzig. Seine Immatrikulierung an der Universität Leipzig erfolgte am 31. Januar 1667. Um sich seinen Unterhalt zu sichern, gab er daneben Musikunterricht. Auf Empfehlung von Sebastian Knüpfer wurde Schelle 1670 Kantor an der Nikolaikirche in Eilenburg. Dort ging er 1671 die Ehe mit der Eilenburgerin Elisabeth Wüstling ein; in der Folge wurden sechs Söhne und zwei Töchter geboren.
Vom 31. Januar 1677 bis zu seinem Tode war Schelle Thomaskantor in Leipzig, als Nachfolger Knüpfers und Vorgänger von Johann Kuhnau. Gleichzeitig war er Director chori musici für die Stadt Leipzig. Er führte in Leipzig die Verbindung von vertontem Evangelientext mit geistlichen Liedern und die Choralkantate ein und komponierte vor allem vokal-instrumentale Kirchenmusik. 1682/1683 war er alternierend mit Johannes Keimel Thomasorganist.
Schelle war der Lehrer von Johann Theodor Roemhildt, Friedrich Wilhelm Zachow, Reinhard Keiser, Christoph Graupner und Johann David Heinichen.
Er führte als einer der Ersten deutschsprachige oratorische Evangelienkantaten im Gottesdienst auf.

## Werke
Der Großteil von Schelles Schaffens (186 Werke) waren geistliche Werke mit deutschem Text, von denen nur wenige zu seinen Lebzeiten veröffentlicht wurden. Überliefert wurden so nur 48 Werke. Einige seiner Kirchenlieder wurden in Joachim Fellers Liederbuch Der andächtige Student um 1693 gedruckt. 25 im Manuskript erhaltene Kantaten befinden sich in der Staatsbibliothek zu Berlin. Diese Werke zeigen Schelles Bedeutung für die Entwicklung dieser musikalischen Gattung. So war er einer der ersten Komponisten, die biblische Worte und freie Dichtung miteinander verknüpften. Auch sind seine erhaltenen Vertreter der Gattung der Choralkantaten mit die ältesten ihrer Art. Fern der Erhabenheit altprotestantischer Gesänge schrieb Schelle charakteristischerweise seine Musik in dem von ihm bevorzugten Dreivierteltakt und nicht selten dem Sarabanden- oder Menuettrhythmus. Die Texte dazu verfasste sein Kollege an der Schule Paul Thymich.